# Montholon
Montholon é uma comuna francesa na região administrativa da Borgonha-Franco-Condado, no departamento de Yonne. Estende-se por uma área de 50.08 km². Em 2010 a comuna tinha 2 926 habitantes (densidade: 58,4 hab./km²).
Foi criada em 1 de janeiro de 2017, a partir da fusão das antigas comunas de Aillant-sur-Tholon (sede da comuna), Champvallon, Villiers-sur-Tholon e Volgré.